# 대한민국의 조세
이 문서는 대한민국의 조세(大韓民國의 租稅)에 대해서 설명한다.

## 개요
조세는 국가 또는 지방자치단체가 필요한 경비로 사용하기 위하여 국민이나 주민으로부터 강제로 거두어들이는 금전으로 정부의 다양한 활동을 수행하기 위한 자원을 민간부문에서 정부부문으로 강제로 이전하는 수단이다. 「대한민국헌법」 제38조에서는 '모든 국민이 법률이 정하는 바에 의하여 납세의 의무를' 지고 있음을 규정하고 있다.
조세의 종목과 세율은 법률로만 정할 수 있는데, 이를 조세법률주의라고 한다. 하지만 조세에 관한 모든 것을 법률에서 정할 수는 없기 때문에 하위법에 대한 위임이 이루어지는데, 과세권의 행사는 국민의 재산권에 대한 국가권력의 침해를 의미하므로 조세의 종목과 세율 외에도 과세요건이나 부과·징수 절차 등은 반드시 법률로 정하고 다른 법률에 비해 위임의 요건과 범위가 엄격하고 제한적으로 규정된다. 또한 과세요건과 부과·징수 절차를 규정할 때는 그 의미를 명확히 하여 법적 안정성과 국민의 예측가능성을 보장해야 한다. 이때 전자를 과세요건 법정주의, 후자를 과세요건 명확주의라 한다.

### 과세요건
과세요건은 납세의 의무가 발생하는 조건을 말하는데 한국은 국회에 의해 법률을 통해서만 이를 규정할 수 있다. 과세요건은 크게 세 가지가 있는데, 인적 요건·물적 요건·관계적 요건이 이에 해당한다.
납세의무자는 조세를 납부할 의무가 있는 자를 의미하는데, 실제 납부하는 담세자와 다를 수 있으며, 자연인 외에 법인도 납세의무자의 지위를 가진다. 과세물건은 과세의 대상이 되는 물건·행위로써 소득·소비·재산으로 구분한다. 과세표준은 과세물건을 금액화·수량화한 것으로 여기에 세율을 적용하여 세액을 산출한다. 세율은 비례세율과 누진세율이 존재하며 행정부나 지방자치단체가 일정 범위 내에서 조정할 수 있는 탄력세율도 있다.

### 세무기관
갑오개혁 당시 처음으로 징세기구의 근대화가 이루어져 토지의 면적이나 도량형, 세액, 화폐 등을 관장하는 재무부처로 탁지부가 신설되었다. 그 아래에 「관세사급징세서관제」를 제정하여 관세사 9개소와 징세서 30개소를 두었는데 이는 지방관으로부터 징세권을 이관하기 위한 조치였다. 하지만 현실적으로 각 지방으로부터 탁지부가 직접 과세와 징세를 하기에는 행정력이 너무나 미약하였고, 지방관과 향리의 반발도 심하여 결국 탁지부의 지방조직은 와해되고 만다. 대한제국이 수립된 이후에도 상황은 나아지지 않았는데 관세의 대부분은 총세무사가 별도로 관장하고 잡세의 수취권은 궁내부가 가지고 있는 등 조세기관은 여전히 이원화되어 있었다. 이후 「제1차 한일 협약」에 의거하여 메가타 다네타로가 재정고문으로 부임하여 1906년 「관세관관제」를 제정하여 전국적 조직망을 갖춘 금고 제도를 마련하였다. 1907년에는 「재무감독국관제」와 「재무서관제」를 제정하여 서울·평양·대구·전주·원산에 재무감독국을 두고 산하에 231개소의 재무서를 설치하였다. 1910년 이후에는 「조선총독부지방관관제」를 새로 만들어 재무감독국과 재무서를 폐지하고 징세기구를 일반 행정기구에 통합시켜 조세의 징수를 면의 담당사무로 규정하였다.
이후 1934년 개인소득세가 신설되면서 원활한 조세징수를 위해 조세행정을 일반행정에서 분리시킬 필요성이 생기게 되었다. 이는 원래 제1차 세제 개정의 과정에서 진행할 예정이었지만 개인소득세 신설이 유보되자 조세행정의 분리도 중지되었는데, 이후 개인소득세가 신설되면서 이때에 이르러서야 비로소 이루어졌다. 1934년 「조선총독부세무서관제」를 제정하여 재무국 산하에 경성·평양·함흥·대구·광주에 세무감독국을 두고, 다시 그 아래에 99개의 세무서를 설치하였다. 이후 1943년 11월 세무감독국을 폐지하고 도마다 재무국으로 대체하였다.
정부 수립 이후에는 재무부 사세국이 조세행정을 총괄하였으며, 하부에 사세청과 세무서를 두어 중간감독기능과 일선세무행정을 관장하였다. 하지만 한국 전쟁으로 경제가 피폐해져 독자적인 세무행정의 발전이 이루어지지 않았는데 이후 1962년 경제개발을 추진하면서 막대한 투자재원이 필요해졌는데 해외 원조가 감소하여 세수 증대가 시급한 과제로 대두하였다. 1964년 8월 행정개혁위원회는 박정희 대통령에게 세무행정에 대한 보고서를 올리면서 국세청 설립의 필요성을 처음 제기하였고, 다음 해 8월 미국 경제고문단의 일원인 머그그레이브(R. A. Musgrave)도 탈세 방지를 위해 국세청의 신설을 주장했다. 이후 박정희는 세무행정의 강화를 통해 세율 인상 없이 세수 증대가 가능하다는 신념을 갖게 되어 1966년 2월 기존의 사세국을 세제국으로 개편하여 조세행정과 제도 입안을 담당하도록 하고 재무부의 외청으로 국세청을 신설했다. 또 지방의 사세청을 지방국세청으로 개편하였다. 이후 과세자료가 기하급수적으로 증가하자 컴퓨터를 통한 정보화를 구축하기 시작하여 1971년부터는 국세 자료의 전산화 작업이 이루어졌다.
1980년대에 이르면 전국적인 부동산 투기 현상, 과소비 등 계층 간 위화감을 조성하고 건전한 경제 성장을 저해하는 문제가 발생하자 세무행정 개선을 위해 역량을 집중했으며 세무조사에 공통적으로 적용하고 지켜야 할 사항을 규정한 '세무조사 운영준칙'을 제정하였다. 1990년대에는 국세행정의 전문화를 위해 세무전문관제도를 도입하였으며 금융실명제의 실효성 확보를 위한 금융소득종합과세에 대한 준비 작업의 와중에 국세정보통합관리시스템(TIS)를 구축하게 된다.

## 역사

### 근대 이전
근대 이전의 한국의 조세제도는 중국 당나라의 제도를 받아들인 조용조에 기원을 두고 있다. 조(租)는 논과 밭 등의 경작지에 부과하여 생산물의 일부를 현물로 납부하는 것이고, 용(庸)은 일종의 노역으로 요역과 군역이 있었으며, 조(調)는 집집마다 부과한 공물로써 주로 특산물을 바쳤다. 조용조는 삼국 시대에 도입되었지만 곧바로 정착된 것은 아니며, 이후 고려 시대를 거쳐 조선 시대로 시대가 변하면서 점진적으로 정착되었다. 이후 임진왜란을 겪고 모내기가 보급되면서 용 중심의 인신지배적 수취에서 조 중심의 토지지배적 수취로 전환되었다. 하지만 세원 자체는 순조롭게 확대되지 않았으며, 조선 후기에 이르면 상품화폐경제로부터 세원을 확보하려는 노력이 생겨났다. 균역법 의한 어염세, 무역에 대한 무역세, 포구의 여객에게는 포세(浦稅), 장시의 행상에게는 장세(場稅) 따위가 이에 해당한다.
갑오개혁이 진행되면서 탁지부를 신설하는 등 조세의 근대화가 이루어졌다. 1895년 탁지부가 작성한 『결호화법세칙』「세목조서」에 의하면 당시에는 총 22가지의 세목이 존재하였는데 정세(正稅) 2가지와 잡세(雜稅) 20가지가 있었다. 한편, 1909년 탁지부가 발간한 『한국세제고』에는 조세의 범주를 11개로 규정하고 있는데, 14년의 시간이 흐르면서 세목이 변화하였다. 다만, 세입에서 88%를 차지하는 지세의 대부분이 미납·연체되어 정부재정은 좋지 못했다. 한편, 관세가 처음 등장한 것은 「조일수호조규」 및 「조일통상장정」을 체결한 이후이다. 하지만 「조일통상장정」에서는 조선인만 과세 대상이 되었기 때문에 실제로 한국은 관세 징수권이 없었으며, 이후 「한미수호통상조약」을 체결함으로써 비로소 관세 자주권을 인정받게 된다. 이후 일본과도 「조일통상장정」을 개정하여 관세권을 회복하였으며 이후 조약을 체결하는 모든 국가에 대해서도 관세가 규정되었다.
1895년에는 최초의 근대적 세법인 「회계법」이 제정되었다. 「회계법」은 제1조에서 '조세의 새로운 부과와 세율의 변환은 일체 법률로써 정한다'고 하여 최초로 조세법정주의를 명문화하였으며, 또한 그때까지 유명무실했던 관세를 새로운 조세 항목으로 편입시켰다. 같은 해 9월 5일에 공포된 「지세 및 호포전에 관한 건」은 근대적 세법의 효시로 평가된다. 통감부가 설치된 뒤인 1906년 10월에는 「조세징수규정」을 공포하였는데 이는 조세채권우선의 원칙과 징수절차를 규정한 것으로 1909년 일본의 법률을 모방한 「국세징수법」으로 대체되었다. 1911년에는 다시 일본의 「국세징수법」의 하위법령인 「국세징수령」으로 개정되었다.

### 일제 강점기
일제강점기 때에는 지세, 관세, 호세가 개편은 있었지만 여전히 존속하였다. 하지만 대부분의 잡세는 「잡세정리방침」에 의거하여 대부분 통합·폐지되었다. 한일 합방 전에는 주세와 연초세가 도입되었다. 이 둘은 묶어서 주초세라고 불렀는데 이는 한국 최초의 소비세로 이후 조세 수입의 증대에 크게 기여하게 된다. 주세는 1909년에 제정된 「주세법」에 따라 신설되었으며, 한일 합방 이후에는 「주세령」으로 개편되었는데 이를 계기로 세율이 크게 인상되었으며, 조선주를 제외한 자가용 주조를 금지했다. 연초세 역시 1909년의 「연초세법」에 근거한 것으로 1914년 「연초세령」으로 개편되었는데 기존의 경작세와 판매세 외에도 제조세를 추가하여 소비세로서의 면모를 갖추었다. 그 외에도 광세·가옥세가 합방 전에 신설되었다. 합방 이후에는 등록세·조선은행권발행세·시가지세·법인소득세·전시이득세·사탕소비세·인지세가 도입되었다. 이 중 법인소득세는 1916년 7월에 도입되었는데 이는 조선의 법인으로부터 받는 배당은 일본 본토에서 면세의 대상이었기에 일본 자본의 조선 내 투자를 유치하기 위한 것이었다. 또한 전시이득세는 신설된 지 1년만인 1919년에 폐기된다. 관세의 경우에는 한일 합방 이후에도 「조선에 있어서 관세 및 이출입세에 관한 건」과 「조선으로부터 이입하는 화물의 이입 등에 관한 건」이라는 칙령을 공포하여 기존의 관세제도를 지속하기로 했다. 이는 열강과의 마찰을 피하기 위함과 동시에 조선의 조세 수입에서 관세가 차지하는 비중이 30%에 이를 정도로 막대한 것이었기 때문이다. 하지만 구한말의 관세제도가 통일성이 떨어졌기에 「조선관세령」 등을 제정하여 약간의 변화는 주었다. 일본과 조선의 관세제도가 완전히 통일되고 두 지역 간의 교역에서 관세가 철폐된 것은 1920년 8월의 일이다.
1920년대로 접어들면서 세제에 변화가 일어나게 된다. 총독부는 연초·홍삼·아편은 전매의 대상으로 하였으며, 소금은 그에 준하는 조치를 취하였다. 이중에서도 연초는 합방 이전부터 국가 재정의 중요한 재원이었는데 1921년 4월에 이르러서야 비로소 「조선연초전매령」에 의거하여 연초전매제를 실시하게 된다. 이후 연초소비세와 제조세, 판매세 등은 서서히 폐지되었으며 1930년 연초경작세가 폐지되면서 연초 관련 세금은 완전히 사라진다. 또한 이 시기 주세와 연초세 다음으로 큰 세입을 가져다 준 것은 사탕소비세인데, 이는 1922년과 1927년 두 번에 걸쳐 대폭적인 세율 인상이 있었기 때문이었다. 한편, 1926년에는 이른바 제1차 세제 개정을 통해 근대적 세제의 틀을 갖추게 된다. 세제 개정을 시행한 계기는 조세부담이 토지소유자에게 편중되어 있었기 때문에 과세의 공정과 징수의 간소화를 기하고 장기적으로는 사회경제적 변화에 따른 재정팽창에 부응하기 위한 것이었다. 이를 위해 1923년 재정조사위원회가 발족하여 관련 조사를 진행했지만 다음 해 행정정리의 와중에 해체되었다. 이후 1926년 일본 정부가 세제 정리를 실시하면서 총독부가 「세제조사위원회규정」을 제정하여 세제 개혁을 이루게 된다. 이후 위원회는 수득세를 중추세로 하고 수익세를 보완세로 하며 부족분을 소비세로 흡수하겠다는 세제 개정 방침을 내놓게 된다. 이후 시가지세가 지세로 통합되었으며, 영업세와 자본이자세를 신설하였다. 하지만 개인소득세의 신설이 연기되면서 당초 기대했던 세제 개정의 효과가 크지 않았다. 이후 1932년 일본 본토에서 다시 세제 개정에 들어가자 총독부 역시 1933년부터 소득세 신설·보완세 정비를 통합 조세 체계의 정비에 착수한다. 그리고 1934년 4월 「조선소득세령」을 개정하여 개인소득세를 도입하기에 이른다. 이후 1936년에 이르면 19개의 세목이 존재하게 된다.
1930년대에는 군국주의의 기운이 드세지고 군부 내각이 드러서는 등 전시 체제로 접어들면서 1937년 세제 개정이 이루어지자 이에 발맞춰 다시 세제 개정을 할 필요가 생겼다. 하지만 조선은 막 2차 개정을 끝낸 뒤라 적극적인 개정은 이루어지지 못한 채 1937년 4월 외화채특별세·법인자본세·휘발유세를 신설하는 선에 그쳤다. 또한 이때 「임시조세증징령」을 공포하여 소득세·자본이자세·임시이득세를 증징(增徵)의 대상으로 하였다. 하지만 중일 전쟁이 일어나면서 총독부도 전시 재정을 꾸릴 필요성이 생기자 1937년 8월에는 「북지나사변특별세령」을 공포하여 1년 한정으로 소득특별세·임시이득특별세·이익배당특별세·공사채이자특별세·물품특별세를 신설했으며, 다음 해 3월에는 「지나사변특별세령」을 제정하여 소득세·법인자본세·사탕소비세·거래소세를 증징하고 이익배당세·공사채이자세·통행세·물품세·입장세·특별입장세를 신설하였다. 1939년 4월에는 「임시이득세령」과 「지나사변특별세령」을 개정하여 세율을 인상하고 건축세와 유흥음식세를 신설하였다. 제2차 세계 대전을 계기로 일본 정부가 세제 개편을 시사하고 나서자 총독부도 제3차 세제 개정에 착수하였다. 기본 목적은 전쟁에 대비해 세수를 늘리고 국세와 지방세 간의 불균형을 해소하여 복잡해진 세제를 정리하는 것이었다. 이에 따라 수득세의 일부를 임시이득세로 통합하고 지세의 과세표준을 지가에서 임대가격으로 변경하였다. 그 외에도 세목을 늘리거나 세율을 인상하는 등의 조치가 취해졌다. 이후에도 증세는 계속되어 1941년에는 간접세, 1942년에는 직접세, 1943년에는 간접세를, 1944년에는 직접세와 간접세 모두를 증징하였으며, 특별법인세(1940년), 광고세·마권세·전기가스세(이상 1942년), 특별행위세·직물세(이상 1943년), 사업세(1944년)를 잇따라 신설하였다.
지방세의 경우 1919년에는 도세·부세·면세·학교비·학교조합으로 구분하였는데 도세는 시가지부가세, 도축·도장세, 지세부가세, 가옥세, 호세, 호별세, 시장세가, 부세는 시가지부가세, 가옥세부가세, 영업세, 호별세, 잡종세가, 면세는 시가지세할, 지세할, 영업할, 잡종할, 호별할, 임야할이, 학교비는 시가지세부가금, 가옥세부가금, 지세부가금, 호세부가금이, 학교조합은 호별할, 영업할, 잡종할이 있었다. 이후 제1차 세게 개정의 와중에 지방세도 개정할 계획을 세우는데, 그 방침으로는 국민 부담의 균형을 도모하고 세원의 분배를 원활히 하여 지방재정의 완급에 부응할 것, 국세에 대한 부가세와 특별세를 병용할 것, 수득세 계통에 속하는 조세를 중추세로 하고 수익세를 보완세로 할 것 등 세 가지였다. 이에 따라 도세에 속하던 호세와 가옥세를 부와 면에 이양하는 한편, 시장세를 폐지하고 영업세부가세·가옥세·부동산취득세를 신설했다. 부세로는 호별세·영업세부가세·특별영업세를 신설하도록 하였다. 하지만 도세로 신설된 소득세부가세가 부세로 이양한 호세·가옥세보다 세입이 시원찮았고, 도에 따른 세액의 차이가 커지게 되자 제2차 세제 개정에 발맞춰 다시 지방세 개정이 이루어진다. 이에 따라 가옥세를 수익세 개념으로 변경하고 영업세부가세와 광세부가세를 신설했다. 또한 이때 지방 간 불균형을 시정하기 위해 세수를 국세로 집중시키고 중앙정부로부터 교부금을 지급하기 시작했다. 하지만 여전히 지역 간 불균형은 시정되지 않았으며 제3차 세제 개정에 발맞추어 지방세도 다시 한 번 개편이 이루어진다. 이에 따라 호별세의 면세점을 철폐하고 특별호세를·특별호별세·부면세·읍면민세를 신설하였다.

### 해방 이후
해방 이후 미군정은 일제 강점기의 총독부로부터 정부기구와 제도를 그대로 물려받았는데 1945년 11월 2일 군정법령 제21호로 「법률 제 명령의 존속」을 공포하였는데 이미 폐지된 법령을 제외하고는 총독부가 발한 모든 법령의 효력을 존속시키도록 하였다. 조세와 관련해서는 1945년 8월 15일 출항세, 1946년 1월 16일에 취인소특별세·취인세가 이미 폐지되었으며, 1946년 8월 31일에 「세령의 개정」을 통해 사탕소비세·광고세·건축세는 폐지하고 다른 조세의 세율을 조정하였으며, 그해 10월에는 관세법을 개정하여 세율을 대폭 인하하였다. 1947년 6월 21일에는 「조선소득세령」을 개정하였는데, 물가상승으로 명목소득이 증가하여 근로자들의 세부담이 늘어나자 인적 공제율을 확대하고 더불어 세입의 증대를 꾀한 것이었다. 하지만 이러한 변화는 상황에 맞추어 필요에 따라 개정하는 것에 지나지 않았다.
대한민국 정부 수립 이후인 1948년 9월 28일 재무부는 세제개혁위원회를 설치하여 새로운 세제를 만들었다. 이 중에는 법인세나 증여세처럼 신설한 것도 있으며, 광세나 등록세처럼 식민지 시대의 조세를 유지하다가 새로운 법령을 제정한 경우도 있다. 국회에서 가장 먼저 심의한 세법은 「소득세법」이었는데, 소득세는 당시 세입의 1/3을 차지할 정도로 중요한 조세였다. 하지만 그 중요성에 비해 국회는 두 차례의 논의를 거쳐 1949년 7월 15일 법률을 통과시켰다. 그 외에도 「영업세법」·「관세법」·「법인세법」 등도 정부가 제출한 법률안을 국회가 충분한 심의 없이 그냥 통과시켰는데, 이는 독립된 새 정부가 막 수립되어 할 일이 많은 만큼 협조의 분위기가 조성된 것도 있지만 졸속 입법이라는 비판도 존재한다. 이렇듯, 새 정부가 해야 할 일이 많았기에 행정기구 간소화, 책임지출 중지 등 긴축 재정을 펼치길 원했지만 1950년 한국 전쟁이 발발하면서 상황이 반전되었다. 1950년 11월 30일 「조세임시증징법」이 국회에 제출되어 원안 그대로 통과되었으며, 중공군의 참전으로 전쟁이 장기화되자 「조세특례법」을 제정하여 본격적으로 전시 세제 체제를 마련하였다. 「조세특례법」은 개별 법률을 개정하기에는 많은 시간이 소요되므로 하나의 법률을 통해 여러 법률을 개정하는 효과를 거두기 위해 제정한 법이었다. 한편, 전쟁으로 현물곡에 대한 수요가 급증하고 재정 지출 증가와 인플레이션의 악순환 구조가 형성될 우려로 인해 현물 조세의 필요성이 제기되어 「임시토지수득세법」이 제정되었다. 이는 일제 강점기의 「조선지세령」에 근거하고 있던 지세의 법적 근거를 마련하기 위해 1950년 12월 「지세법」을 제정했지만 당초 목적이었던 토지 세제의 물납제로의 전환을 이루지 못해 이를 핵심으로 한 새 법률을 만들 필요가 있었기 때문이다. 이후 임시토지수득세는 전체 조세 수입에서 꾸준히 20% 이상을 차지할 정도로 높은 비중을 보여주었다. 전쟁이 끝난 뒤에는 본격적으로 세제 개혁에 나섰는데, 여기에는 발드(H. P. Wald)가 제출한 '한국 세제에 관한 보고와 건의'를 참고한 것으로 알려져 있다. 당시의 세제 개혁은 전후 부흥을 위한 사업 투자를 장려하는 한편, 조세부담률을 높이는 대신 민간 투자를 활성화하고 과세를 공평성을 확보하는 것이었다. 이에 따라 소득세는 종합과세로, 법인세는 비례세로 바꾸면서 전체적인 세율은 낮추었고 영업세와 물품세는 세율을 합리적으로 조정하였다. 임시토지수득세는 존치했으나 수집금액을 현실적인 시장가격에 근거하여 평가하도록 하였다. 1950년대 후반부터는 미국으로부터의 원조가 급격히 줄어 다시 한 번 세제를 개혁하였다. 이때는 민간의 저축과 투자와 기업 활동을 장려하는 차원에서 직접세의 부담을 경감하고 형평성을 강화했으며, 소비의 절약을 통해 인플레이션을 억제하고자 간접세이 세율을 크게 인상하는 것이 주 목적이었다. 한편, 전시 체제에 대한 대응으로 도입된 임시토지수득세는 경제가 서서히 안정 궤도에 들어서자 그 중요성이 감소하여 1960년 12월에 폐지된다.

### 경제개발 5개년 계획시기
전후 복구가 어느 정도 마무리된 뒤인 1960년대에는 조세제도의 개선이 이뤄진다. 이는 경제발전을 위한 재원 조달이 절실함과 동시에 당시의 취약한 과세기반으로 인해 징수 가능한 세목을 발굴하는데 치중하여 국세가 20개, 지방세가 33개에 이를 정도로 세목이 무분별하게 늘어났기 때문이다. 이에 1961년 세제를 간소하고 공평하고 탄력성 있게 운용할 수 있도록 개편이 이루어진다. 다만, 이 과정에서 동일세원에 대한 이중과세를 피하고 지방자치 육성을 위해 국세와 지방세의 조정을 실시하지만 지방자치가 실질적으로 이루어지지 않았기 때문에 큰 효과를 거두지 못했다.
1970년대에는 경제성장을 위해 경제개발의 재정수요 확보에 초점을 둔 조세 정책에 대해 소득재분배 기능의 강화와 조세체계의 민주화라는 비판에 직면하게 된다. 이 과정에서 납세자의 권익 보호를 위해 「국세기본법」을 제정하고 국세심판소를 설치하게 된다. 「국세기본법」은 모든 세법에 공통적으로 적용되는 통칙적인 단일 법전이 부재하여 과세행정에 불편함이 따르고 납세자들이 세제를 제대로 이해하지 못하자 이를 시정하기 위해 제정한 것이다. 1975년에는 조선민주주의인민공화국과의 대치 상황에서 자주국방을 위한 방위산업의 육성을 위해 새로운 재원을 마련하고자 「방위세법」을 제정하여 방위세를 도입하였다. 1977년 7월에는 간접세를 정비함과 동시에 광범위하게 퍼져 있는 소비지출에 대한 세제를 마련하고자 부가가치세를, 이 부가가치세의 역진성을 보완하고 사치재의 소비를 억제하여 조세부담의 형평성을 제고하기 위해 특별소비세를 도입했다.
1980년대에는 경제·사회의 발전에 따라 소득세제가 강화되어 소득세와 법인세의 비중이 증가하였다. 한편, 관세를 통한 산업 육성정책을 폐기하고 시장친화적 관세정책을 실시하면서 관세의 규모도 줄어들었다. 그 외에도 부가가치세의 비중은 커진 반면, 특별소비세의 비중이 감세했는데 이는 두 세목이 서로 상쇄하는 방향으로 작동하였음을 보여준다. 하지만 전두환 정부에서는 세수 비중이 크게 변하지는 않았는데, 이는 정부주도 성장 추구의 폐단을 시정하고 유류 파동으로 인한 인플레이션을 잡기 위해 재정건전화 정책을 추진했기 때문이다. 1982년에는 교육세를 재도입하였다. 노태우 정부가 들어선 뒤에는 민주화와 분권화를 추진함과 동시에 복지제도의 확대가 이루어졌고 이를 뒷받침하고자 다시 세수를 확충하는 세제개편이 이루어졌는데, 1989년 담배소비세를, 1990년 토지초과이득세를 도입하였다.

### 김영삼 정부 이후
김영삼 정부에서는 세계화에 대응하여 농어촌특별세를 도입하고 금융소득종합과세를 실시하였다. 1994년에는 도로 및 도시철도 등 교통시설의 확충에 필요한 재원을 확보하기 위해 목적세인 교통세를 도입하였다.
김대중 정부가 출범한 이후에는 IMF 경제위기를 겪은 뒤인 1999년부터 악화된 소득분배 개선을 위해 세제 개혁을 강구하였으며, 2000년에는 조세감면을 대폭 축소하여 조세구조를 개편하였다. 교육세의 지방세목분은 지방교육세로 전환하되, 토지초과이득세·자산재평가세·전화세를 차례로 폐지하였다.
노무현 정부는 조세의 형평성·효율성 제고와 지방의 자주재원 확충을 목표로 세제개편을 시도하였는데, 2005년에 종합부동산세를 도입하고 부당이득세를 폐지하였다. 이명박 정부는 시장경제를 활성화시키고 성장잠재력을 확충시키는 조세제도를 구축하려고 하였다. 지방에는 목적세인 사업소세·농업소득세를 폐지하고 지방소비세·지방소득세를 신설하였다.

## 세목과 세법
조세의 종류로는 「국세기본법」·「관세법」·「지방세기본법」에 근거하여 총 25가지의 세목을 두고 있다. 이 중 국가가 과세권을 가지는 국세가 14가지, 지방자치단체가 과세권을 가지는 지방세가 11가지이며, 다른 방식으로는 국경 내에서 일어나는 거래에 부과하는 내국세와 통관절차를 필요로 하는 관세로 구분할 수 있다. 또 실질적으로 조세의 부담을 전가할 수 있는지의 여부, 즉 납세의무자와 납세부담자가 일치하느냐의 여부를 두고 일치하는 경우 직접세, 그렇지 않는 경우 간접세로 구분할 수도 있다. 한편, 세수의 용도가 정해지지 않고 일반 재정수요에 충당하기 위해 부과하는 조세를 보통세, 지출 용도를 특정한 목적에 한정한 조세를 목적세라고 한다.
세법은 국세의 종목과 세율을 정하고 있는 법률을 말하는데 국세는 1세목 1세법주의에 의해 각각의 세법이 존재한다. 그 외에도 「국세징수법」, 「조세특례제한법」, 「국제조세조정에 관한 법률」, 「조세범 처벌법」, 「조세범 처벌절차법」도 세법의 범주에 포함된다. 국세의 종류는 다음과 같다.
- 직접세: 소득세, 법인세, 상속세와 증여세, 종합부동산세
- 간접세
  - 보통세: 부가가치세, 개별소비세, 주세, 인지세, 증권거래세
  - 목적세: 교통·에너지·환경세, 교육세, 농어촌특별세
- 관세

지방세는 특별시세, 광역시세, 특별자치시세, 도세, 특별자치도세, 시·군세, 구세로 분류한다. 총 11개의 세목이 있으며, 이 중 지역자원시설세와 지방교육세만 목적세이고 나머지는 모두 보통세이다.
| 세목           | 특별시세와 광역시세 | 도세 | 구세 | 시·군세 | 특별자치시세와 특별자치도세 |
| -------------- | ------------------- | ---- | ---- | ------- | --------------------------- |
| 취득세         | ○                   | ○    |      |         | ○                           |
| 등록면허세     |                     | ○    | ○    |         | ○                           |
| 레저세         | ○                   | ○    |      |         | ○                           |
| 담배소비세     | ○                   |      |      | ○       | ○                           |
| 지방소비세     | ○                   | ○    |      |         | ○                           |
| 주민세         | ○                   |      |      | ○       | ○                           |
| 지방소득세     | ○                   |      |      | ○       | ○                           |
| 재산세         |                     |      | ○    | ○       | ○                           |
| 자동차세       | ○                   |      |      | ○       | ○                           |
| 지역자원시설세 | ○                   | ○    |      |         | ○                           |
| 지방교육세     | ○                   | ○    |      |         | ○                           |

다음은 정부 수립 이래 국세 세목의 변천 과정을 나타낸 표이다.
| 세목               | 1949년 | 1950년 | 1951년 | 1954년 | 1958년          | 1959년          | 1960년          | 1961년          | 1962년          | 1963년          | 1968년          | 1971년          | 1974년          | 1975년          | 1976년          | 1977년          | 1979년          | 1982년          | 1989년          | 1991년          | 1994년          | 1998년          | 2000년          | 2001년          | 2005년          | 2007년                | 2008년                |
| ------------------ | ------ | ------ | ------ | ------ | --------------- | --------------- | --------------- | --------------- | --------------- | --------------- | --------------- | --------------- | --------------- | --------------- | --------------- | --------------- | --------------- | --------------- | --------------- | --------------- | --------------- | --------------- | --------------- | --------------- | --------------- | --------------------- | --------------------- |
| 소득세             |        |        |        |        |                 |                 |                 |                 |                 |                 |                 |                 |                 |                 |                 |                 |                 |                 |                 |                 |                 |                 |                 |                 |                 |                       |                       |
| 법인세             |        |        |        |        |                 |                 |                 |                 |                 |                 |                 |                 |                 |                 |                 |                 |                 |                 |                 |                 |                 |                 |                 |                 |                 |                       |                       |
| 지세               |        |        |        |        |                 |                 |                 |                 |                 |                 |                 |                 |                 |                 |                 |                 |                 |                 |                 |                 |                 |                 |                 |                 |                 |                       |                       |
| 상속세             |        |        |        |        |                 |                 |                 |                 |                 |                 |                 |                 |                 |                 |                 |                 |                 |                 |                 |                 |                 |                 |                 |                 |                 |                       |                       |
| 조선은행권세       |        |        |        |        |                 |                 |                 |                 |                 |                 |                 |                 |                 |                 |                 |                 |                 |                 |                 |                 |                 |                 |                 |                 |                 |                       |                       |
| 주세               |        |        |        |        |                 |                 |                 |                 |                 |                 |                 |                 |                 |                 |                 |                 |                 |                 |                 |                 |                 |                 |                 |                 |                 |                       |                       |
| 청량음료세         |        |        |        |        |                 |                 |                 |                 |                 |                 |                 |                 |                 |                 |                 |                 |                 |                 |                 |                 |                 |                 |                 |                 |                 |                       |                       |
| 면허세             |        |        |        |        | (지방세로 이양) | (지방세로 이양) | (지방세로 이양) | (지방세로 이양) | (지방세로 이양) | (지방세로 이양) | (지방세로 이양) | (지방세로 이양) | (지방세로 이양) | (지방세로 이양) | (지방세로 이양) | (지방세로 이양) | (지방세로 이양) | (지방세로 이양) | (지방세로 이양) | (지방세로 이양) | (지방세로 이양) | (지방세로 이양) | (지방세로 이양) | (지방세로 이양) | (지방세로 이양) | (지방세로 이양)       | (지방세로 이양)       |
| 직물세             |        |        |        |        |                 |                 |                 |                 |                 |                 |                 |                 |                 |                 |                 |                 |                 |                 |                 |                 |                 |                 |                 |                 |                 |                       |                       |
| 물품세             |        |        |        |        |                 |                 |                 |                 |                 |                 |                 |                 |                 |                 |                 |                 |                 |                 |                 |                 |                 |                 |                 |                 |                 |                       |                       |
| 통행세             |        |        |        |        |                 |                 |                 |                 |                 |                 |                 |                 |                 |                 |                 |                 |                 |                 |                 |                 |                 |                 |                 |                 |                 |                       |                       |
| 입장세             |        |        |        |        |                 |                 |                 |                 |                 |                 |                 |                 |                 |                 |                 |                 |                 |                 |                 |                 |                 |                 |                 |                 |                 |                       |                       |
| 전기가스세         |        |        |        |        |                 |                 |                 |                 |                 |                 |                 |                 |                 |                 |                 |                 |                 |                 |                 |                 |                 |                 |                 |                 |                 |                       |                       |
| 영업세             |        |        |        |        |                 |                 |                 |                 |                 |                 |                 |                 |                 |                 |                 |                 |                 |                 |                 |                 |                 |                 |                 |                 |                 |                       |                       |
| 유흥음식세         |        |        |        |        |                 |                 |                 |                 | (지방세로 이양) | (지방세로 이양) | (지방세로 이양) | (지방세로 이양) | (지방세로 이양) | (지방세로 이양) | (지방세로 이양) | (지방세로 이양) | (지방세로 이양) | (지방세로 이양) | (지방세로 이양) | (지방세로 이양) | (지방세로 이양) | (지방세로 이양) | (지방세로 이양) | (지방세로 이양) | (지방세로 이양) | (지방세로 이양)       | (지방세로 이양)       |
| 마권세             |        |        |        |        |                 |                 |                 |                 | (지방세로 이양) | (지방세로 이양) | (지방세로 이양) | (지방세로 이양) | (지방세로 이양) | (지방세로 이양) | (지방세로 이양) | (지방세로 이양) | (지방세로 이양) | (지방세로 이양) | (지방세로 이양) | (지방세로 이양) | (지방세로 이양) | (지방세로 이양) | (지방세로 이양) | (지방세로 이양) | (지방세로 이양) | (지방세로 이양)       | (지방세로 이양)       |
| 특별행위세         |        |        |        |        |                 |                 |                 |                 |                 |                 |                 |                 |                 |                 |                 |                 |                 |                 |                 |                 |                 |                 |                 |                 |                 |                       |                       |
| 인지세             |        |        |        |        |                 |                 |                 |                 |                 |                 |                 |                 |                 |                 |                 |                 |                 |                 |                 |                 |                 |                 |                 |                 |                 |                       |                       |
| 관세               |        |        |        |        |                 |                 |                 |                 |                 |                 |                 |                 |                 |                 |                 |                 |                 |                 |                 |                 |                 |                 |                 |                 |                 |                       |                       |
| 전매익금           |        |        |        |        |                 |                 |                 |                 |                 |                 |                 |                 |                 |                 |                 |                 |                 |                 |                 | (지방세로 이양) | (지방세로 이양) | (지방세로 이양) | (지방세로 이양) | (지방세로 이양) | (지방세로 이양) | (지방세로 이양)       | (지방세로 이양)       |
| 증여세             |        |        |        |        |                 |                 |                 |                 |                 |                 |                 |                 |                 |                 |                 |                 |                 |                 |                 |                 |                 |                 |                 |                 |                 |                       |                       |
| 토지수득세         |        |        |        |        |                 |                 |                 |                 |                 |                 |                 |                 |                 |                 |                 |                 |                 |                 |                 |                 |                 |                 |                 |                 |                 |                       |                       |
| 등록세             |        |        |        |        |                 |                 |                 |                 |                 |                 |                 |                 |                 |                 |                 | (지방세로 이양) | (지방세로 이양) | (지방세로 이양) | (지방세로 이양) | (지방세로 이양) | (지방세로 이양) | (지방세로 이양) | (지방세로 이양) | (지방세로 이양) | (지방세로 이양) | (지방세로 이양)       | (지방세로 이양)       |
| 자산재평가세       |        |        |        |        |                 |                 |                 |                 |                 |                 |                 |                 |                 |                 |                 |                 |                 |                 |                 |                 |                 |                 |                 |                 |                 |                       |                       |
| 외환세             |        |        |        |        |                 |                 |                 |                 |                 |                 |                 |                 |                 |                 |                 |                 |                 |                 |                 |                 |                 |                 |                 |                 |                 |                       |                       |
| 교육세             |        |        |        |        |                 |                 |                 |                 |                 |                 |                 |                 |                 |                 |                 |                 |                 |                 |                 |                 |                 |                 |                 |                 |                 |                       |                       |
| 자동차세           |        |        |        |        |                 |                 |                 |                 | (지방세로 이양) | (지방세로 이양) | (지방세로 이양) | (지방세로 이양) | (지방세로 이양) | (지방세로 이양) | (지방세로 이양) | (지방세로 이양) | (지방세로 이양) | (지방세로 이양) | (지방세로 이양) | (지방세로 이양) | (지방세로 이양) | (지방세로 이양) | (지방세로 이양) | (지방세로 이양) | (지방세로 이양) | (지방세로 이양)       | (지방세로 이양)       |
| 석유류세           |        |        |        |        |                 |                 |                 |                 |                 |                 |                 |                 |                 |                 |                 |                 |                 |                 |                 |                 |                 |                 |                 |                 |                 |                       |                       |
| 증권거래세         |        |        |        |        |                 |                 |                 |                 |                 |                 |                 |                 |                 |                 |                 |                 |                 |                 |                 |                 |                 |                 |                 |                 |                 |                       |                       |
| 부동산투기억제세   |        |        |        |        |                 |                 |                 |                 |                 |                 |                 |                 |                 |                 |                 |                 |                 |                 |                 |                 |                 |                 |                 |                 |                 |                       |                       |
| 전화세             |        |        |        |        |                 |                 |                 |                 |                 |                 |                 |                 |                 |                 |                 |                 |                 |                 |                 |                 |                 |                 |                 |                 |                 |                       |                       |
| 방위세             |        |        |        |        |                 |                 |                 |                 |                 |                 |                 |                 |                 |                 |                 |                 |                 |                 |                 |                 |                 |                 |                 |                 |                 |                       |                       |
| 부당이득세         |        |        |        |        |                 |                 |                 |                 |                 |                 |                 |                 |                 |                 |                 |                 |                 |                 |                 |                 |                 |                 |                 |                 |                 |                       |                       |
| 부가가치세         |        |        |        |        |                 |                 |                 |                 |                 |                 |                 |                 |                 |                 |                 |                 |                 |                 |                 |                 |                 |                 |                 |                 |                 |                       |                       |
| 개별소비세         |        |        |        |        |                 |                 |                 |                 |                 |                 |                 |                 |                 |                 |                 | (특별소비세)    | (특별소비세)    | (특별소비세)    | (특별소비세)    | (특별소비세)    | (특별소비세)    | (특별소비세)    | (특별소비세)    | (특별소비세)    | (특별소비세)    | (특별소비세)          | (개별소비세)          |
| 토지초과이득세     |        |        |        |        |                 |                 |                 |                 |                 |                 |                 |                 |                 |                 |                 |                 |                 |                 |                 |                 |                 |                 |                 |                 |                 |                       |                       |
| 교통·에너지·환경세 |        |        |        |        |                 |                 |                 |                 |                 |                 |                 |                 |                 |                 |                 |                 |                 |                 |                 |                 | (교통세)        | (교통세)        | (교통세)        | (교통세)        | (교통세)        | (교통·에너지·환경세 ) | (교통·에너지·환경세 ) |
| 농어촌특별세       |        |        |        |        |                 |                 |                 |                 |                 |                 |                 |                 |                 |                 |                 |                 |                 |                 |                 |                 |                 |                 |                 |                 |                 |                       |                       |
| 종합부동산세       |        |        |        |        |                 |                 |                 |                 |                 |                 |                 |                 |                 |                 |                 |                 |                 |                 |                 |                 |                 |                 |                 |                 |                 |                       |                       |
| 세목               | 1949년 | 1950년 | 1951년 | 1954년 | 1958년          | 1959년          | 1960년          | 1961년          | 1962년          | 1963년          | 1968년          | 1971년          | 1974년          | 1975년          | 1976년          | 1977년          | 1979년          | 1982년          | 1989년          | 1991년          | 1994년          | 1998년          | 2000년          | 2001년          | 2005년          | 2007년                | 2008년                |

다음은 지방세 세목의 변천 과정을 나타낸 표이다.
| 호별세         |                |                |               |                 |                 |                 |                 |                 |                 |                 |                  |                  |                 |                 |                 |                 |                 |                 |                 |                 |               |
| 가옥세         |                |                |               |                 |                 |                 |                 |                 |                 |                 |                  |                  |                 |                 |                 |                 |                 |                 |                 |                 |               |
| 면세지특별지세 |                |                |               |                 |                 |                 |                 |                 |                 |                 |                  |                  |                 |                 |                 |                 |                 |                 |                 |                 |               |
| 임야세         |                |                |               |                 |                 |                 |                 |                 |                 |                 |                  |                  |                 |                 |                 |                 |                 |                 |                 |                 |               |
| 도축세         |                |                |               |                 |                 |                 |                 |                 |                 |                 |                  |                  |                 |                 |                 |                 |                 |                 |                 |                 |               |
| 어업세         |                |                |               |                 |                 |                 |                 |                 |                 |                 |                  |                  |                 |                 |                 |                 |                 |                 |                 |                 |               |
| 차량세         |                |                |               |                 |                 |                 |                 |                 |                 |                 |                  |                  |                 |                 |                 |                 |                 |                 |                 |                 |               |
| 취득세         | (부동산취득세) | (부동산취득세) | (취득세)      | (취득세)        | (취득세)        | (취득세)        | (취득세)        | (취득세)        | (취득세)        | (취득세)        | (취득세)         | (취득세)         | (취득세)        | (취득세)        | (취득세)        | (취득세)        | (취득세)        | (취득세)        | (취득세)        | (취득세)        | (취득세)      |
| 입정세         |                |                |               |                 |                 |                 |                 |                 |                 |                 |                  |                  |                 |                 |                 |                 |                 |                 |                 |                 |               |
| 특별영업세     |                |                |               |                 |                 |                 |                 |                 |                 |                 |                  |                  |                 |                 |                 |                 |                 |                 |                 |                 |               |
| 축견세         |                |                |               |                 |                 |                 |                 |                 |                 |                 |                  |                  |                 |                 |                 |                 |                 |                 |                 |                 |               |
| 선세           | (선세)         | (선박세)       | (선세)        | (선세)          | (선세)          | (선세)          |                 |                 |                 |                 |                  |                  |                 |                 |                 |                 |                 |                 |                 |                 |               |
| 교통세         |                |                |               |                 |                 |                 | (국세에 통합)   | (국세에 통합)   | (국세에 통합)   | (국세에 통합)   | (국세에 통합)    | (국세에 통합)    | (국세에 통합)   | (국세에 통합)   | (국세에 통합)   | (국세에 통합)   | (국세에 통합)   | (국세에 통합)   | (국세에 통합)   | (국세에 통합)   | (국세에 통합) |
| 초득교육세     |                |                |               |                 |                 |                 |                 |                 |                 |                 |                  |                  |                 |                 |                 |                 |                 |                 |                 |                 |               |
| 특별행위세     |                |                |               |                 |                 |                 |                 |                 |                 |                 |                  |                  |                 |                 |                 |                 |                 |                 |                 |                 |               |
| 수렵세         |                |                |               |                 |                 |                 |                 |                 |                 |                 |                  |                  |                 |                 |                 |                 |                 |                 |                 |                 |               |
| 동력세         |                |                |               |                 |                 |                 |                 |                 |                 |                 |                  |                  |                 |                 |                 |                 |                 |                 |                 |                 |               |
| 금고세         |                |                |               |                 |                 |                 |                 |                 |                 |                 |                  |                  |                 |                 |                 |                 |                 |                 |                 |                 |               |
| 접객인세       |                |                |               |                 |                 |                 |                 |                 |                 |                 |                  |                  |                 |                 |                 |                 |                 |                 |                 |                 |               |
| 주세           |                |                | (국세에 통합) | (국세에 통합)   | (국세에 통합)   | (국세에 통합)   | (국세에 통합)   | (국세에 통합)   | (국세에 통합)   | (국세에 통합)   | (국세에 통합)    | (국세에 통합)    | (국세에 통합)   | (국세에 통합)   | (국세에 통합)   | (국세에 통합)   | (국세에 통합)   | (국세에 통합)   | (국세에 통합)   | (국세에 통합)   | (국세에 통합) |
| 광고세         |                |                |               |                 |                 |                 |                 |                 |                 |                 |                  |                  |                 |                 |                 |                 |                 |                 |                 |                 |               |
| 전화세         |                |                |               |                 |                 |                 |                 |                 |                 |                 |                  |                  |                 |                 |                 |                 |                 |                 |                 |                 |               |
| 면허세         |                |                |               | (국세에서 이양) | (국세에서 이양) | (국세에서 이양) | (국세에서 이양) | (국세에서 이양) | (국세에서 이양) | (국세에서 이양) | (국세에서 이양)  | (국세에서 이양)  | (국세에서 이양) | (국세에서 이양) | (국세에서 이양) | (국세에서 이양) | (국세에서 이양) | (국세에서 이양) | (국세에서 이양) | (국세에서 이양) |               |
| 벌목세         |                |                |               |                 |                 |                 |                 |                 |                 |                 |                  |                  |                 |                 |                 |                 |                 |                 |                 |                 |               |
| 동세·리세      |                |                |               |                 |                 |                 |                 |                 |                 |                 |                  |                  |                 |                 |                 |                 |                 |                 |                 |                 |               |
| 도시계획세     |                |                |               |                 |                 |                 |                 |                 |                 |                 |                  |                  |                 |                 |                 |                 |                 |                 |                 |                 |               |
| 공동시설세     |                |                |               |                 |                 |                 |                 |                 |                 |                 |                  |                  |                 |                 |                 |                 |                 |                 |                 |                 |               |
| 자동차세       |                |                |               |                 |                 |                 |                 |                 |                 |                 |                  |                  |                 |                 |                 |                 |                 |                 |                 |                 |               |
| 유흥음식세     |                |                |               |                 |                 |                 |                 |                 | (국세로 이양)   | (국세로 이양)   | (국세로 이양)    | (국세로 이양)    | (국세로 이양)   | (국세로 이양)   | (국세로 이양)   | (국세로 이양)   | (국세로 이양)   | (국세로 이양)   | (국세로 이양)   | (국세로 이양)   | (국세로 이양) |
| 레저세         |                |                |               |                 |                 |                 | (마권세)        | (마권세)        | (마권세)        | (마권세)        | (마권세)         | (마권세)         | (마권세)        | (마권세)        | (경주·마권세)   | (경주·마권세)   | (경주·마권세)   | (레저세)        | (레저세)        | (레저세)        | (레저세)      |
| 재산세         |                |                |               |                 |                 |                 |                 |                 |                 |                 |                  |                  |                 |                 |                 |                 |                 |                 |                 |                 |               |
| 농업소득세     |                |                |               |                 |                 |                 | (농지세)        | (농지세)        | (농지세)        | (농지세)        | (농지세)         | (농지세)         | (농지세)        | (농지세)        | (농지세)        | (농지세)        | (농업소득세)    | (농업소득세)    | (농업소득세)    |                 |               |
| 주민세         |                |                |               |                 |                 |                 |                 |                 |                 |                 |                  |                  |                 |                 |                 |                 |                 |                 |                 |                 |               |
| 등록세         |                |                |               |                 |                 |                 |                 |                 | (국세에서 이양) | (국세에서 이양) | (국세에서 이양)  | (국세에서 이양)  | (국세에서 이양) | (국세에서 이양) | (국세에서 이양) | (국세에서 이양) | (국세에서 이양) | (국세에서 이양) | (국세에서 이양) | (국세에서 이양) |               |
| 사업소세       |                |                |               |                 |                 |                 |                 |                 |                 |                 |                  |                  |                 |                 |                 |                 |                 |                 |                 |                 |               |
| 담배소비세     |                |                |               |                 |                 |                 |                 |                 |                 | (담배판매세)    | (담배판매세)     | (담배소비세)     | (담배소비세)    | (담배소비세)    | (담배소비세)    | (담배소비세)    | (담배소비세)    | (담배소비세)    | (담배소비세)    | (담배소비세)    | (담배소비세)  |
| 종합토지세     |                |                |               |                 |                 |                 |                 |                 |                 |                 | (토지과다보유세) | (토지과다보유세) | (종합토지세)    | (종합토지세)    | (종합토지세)    | (종합토지세)    | (종합토지세)    | (종합토지세)    |                 |                 |               |
| 지역개발세     |                |                |               |                 |                 |                 |                 |                 |                 |                 |                  |                  |                 |                 |                 |                 |                 |                 |                 |                 |               |
| 주행세         |                |                |               |                 |                 |                 |                 |                 |                 |                 |                  |                  |                 |                 |                 |                 |                 |                 |                 |                 |               |
| 지방교육세     |                |                |               |                 |                 |                 |                 |                 |                 |                 |                  |                  |                 |                 |                 |                 |                 |                 |                 |                 |               |
| 지방소비세     |                |                |               |                 |                 |                 |                 |                 |                 |                 |                  |                  |                 |                 |                 |                 |                 |                 |                 |                 |               |
| 지방소득세     |                |                |               |                 |                 |                 |                 |                 |                 |                 |                  |                  |                 |                 |                 |                 |                 |                 |                 |                 |               |
| 등록면허세     |                |                |               |                 |                 |                 |                 |                 |                 |                 |                  |                  |                 |                 |                 |                 |                 |                 |                 |                 |               |
| 지역자원시설세 |                |                |               |                 |                 |                 |                 |                 |                 |                 |                  |                  |                 |                 |                 |                 |                 |                 |                 |                 |               |
| 세목           | 1949년         | 1951년         | 1952년        | 1954년          | 1957년          | 1958년          | 1962년          | 1973년          | 1977년          | 1985년          | 1987년           | 1989년           | 1990년          | 1992년          | 1994년          | 2000년          | 2001년          | 2002년          | 2005년          | 2010년          | 2011년        |

정부 수립 이후인 1950년대에는 과세기반이 영세하여 세수입의 90% 이상을 국세가 차지하였다. 하지만 지방자치제의 도입과 활성화로 지방세의 비중이 점점 높아져 1963년에는 17.1%까지 증가했지만 1970년대에는 다시 10% 초반으로 하락하여 이 상태가 1980년대까지 이어졌다. 이후 지방자치가 부활한 1991년 지방세 비중은 전체 세수입에서 21%가 되었으며 이 때 만들어진 국세와 지방세의 약 8:2 비율은 지금까지도 이어지고 있다.
과거에는 행·재정의 집권화로 인해 국세와 지방세의 배분은 중요한 의미를 가지지 않았고 오히려 세입관리의 편의를 위해 국세 중심으로 조세체계가 짜여졌다. 하지만 지방자치가 본격화되면서 재정의 분권이 이루어지지 않는다면 지방자치도 껍데기뿐이라는 의견이 대두하게 되었고, 2017년 출범한 문재인 정부도 그 중요성을 인식하여 국세와 지방세의 배분 비율을 6:4로 단계적으로 확대할 것을 공언하였다. 한편, 지방세의 경우 지방자치단체가 징수권을 가지지만 과세권은 보유하고 있지 않은데 이는 「대한민국헌법」에 의거하여 모든 세목과 세율은 법률로만 정할 수 있도록 규정해놓았기 때문이다. 다만, 표준세율의 50% 내에서 조례를 통해 세율을 변경할 수 있는 탄력세율이 존재하지만 실제로 잘 운용되고 있지는 않다.

## 조세부담률
조세부담률은 경상GDP에서 조세가 차지하는 비중으로 국가의 조세부담 정도를 측정하는 지표로 활용된다. 1950년대의 조세부담률은 당시의 열악한 경제 상황에 따라 변동폭이 심한 편인데, 이는 1960년대부터 경제개발을 위한 세수 증대 정책과 국세청의 설립에 따른 세무행정의 안정에 따라 안정적이면서 꾸준히 증가하는 추세를 보이기 시작한다. 다음은 1949년 이래 대한민국의 조세부담률
| 연도   | 조세수입액       | 조세부담률 | 연도   | 조세수입액 | 조세부담률 | 연도   | 조세수입액    | 조세부담률 | 연도   | 조세수입액     | 조세부담률 | 연도   | 조세수입액     | 조세부담률 | 연도   | 조세수입액      | 조세부담률 | 연도   | 조세수입액      | 조세부담률 |
| ------ | ---------------- | ---------- | ------ | ---------- | ---------- | ------ | ------------- | ---------- | ------ | -------------- | ---------- | ------ | -------------- | ---------- | ------ | --------------- | ---------- | ------ | --------------- | ---------- |
| 1949년 | 3억 2000만 환    | -          | 1960년 | 296억 원   | 12.2%      | 1970년 | 3980억 원     | 14.2%      | 1980년 | 6조 5754억 원  | 16.7%      | 1990년 | 33조 2148억 원 | 16.8%      | 2000년 | 113조 5353억 원 | 17.9%      | 2010년 | 226조 8782억 원 | 17.9%      |
| 1950년 | 5억 9000만 환    | -          | 1961년 | 285억 원   | 9.8%       | 1971년 | 4929억 원     | 14.4%      | 1981년 | 8조 1723억 원  | 16.6%      | 1991년 | 38조 3549억 원 | 16.1%      | 2001년 | 122조 4577억 원 | 17.8%      | 2011년 | 244조 6814억 원 | 18.4%      |
| 1951년 | 50억 5000만 환   | -          | 1962년 | 377억 원   | 10.7%      | 1972년 | 5229억 원     | 12.3%      | 1982년 | 9조 5156억 원  | 16.7%      | 1992년 | 44조 6806억 원 | 16.4%      | 2002년 | 135조 4935억 원 | 17.8%      | 2012년 | 256조 9530억 원 | 18.7%      |
| 1952년 | 133억 1000만 환  | -          | 1963년 | 433억 원   | 8.7%       | 1973년 | 6526억 원     | 11.8%      | 1983년 | 11조 4299억 원 | 16.9%      | 1993년 | 50조 2867억 원 | 16.2%      | 2003년 | 147조 7971억 원 | 18.2%      | 2013년 | 255조 7360억 원 | 17.9%      |
| 1953년 | 265억 5000만 환  | 4.8%       | 1964년 | 508억 원   | 7.1%       | 1974년 | 1조 217억 원  | 13.0%      | 1984년 | 12조 4081억 원 | 15.9%      | 1994년 | 60조 4926억 원 | 16.5%      | 2004년 | 151조 9974억 원 | 17.4%      | 2014년 | 267조 2448억 원 | 18.0%      |
| 1954년 | 637억 9000만 환  | 5.4%       | 1965년 | 696억 원   | 8.7%       | 1975년 | 1조 5498억 원 | 14.8%      | 1985년 | 13조 5313억 원 | 15.5%      | 1995년 | 72조 905억 원  | 16.8%      | 2005년 | 163조 4431억 원 | 17.8%      | 2015년 | 288조 8269억 원 | 18.5%      |
| 1955년 | 1344억 3000만 환 | 5.8%       | 1966년 | 1113억 원  | 10.9%      | 1976년 | 2조 3133억 원 | 16.0%      | 1986년 | 15조 4161억 원 | 15.1%      | 1996년 | 82조 3549억 원 | 17.1%      | 2006년 | 179조 3380억 원 | 18.6%      | 2016년 | 318조 1000억 원 | 19.4%      |
| 1957년 | 1453억 4000만 환 | 6.8%       | 1967년 | 1508억 원  | 12.0%      | 1977년 | 2조 9593억 원 | 16.0%      | 1987년 | 18조 5360억 원 | 15.4%      | 1997년 | 88조 3334억 원 | 16.7%      | 2007년 | 204조 9834억 원 | 19.6%      | 2017년 | 345조 7940억 원 | 18.8%      |
| 1958년 | 1844억 8000만 환 | 8.2%       | 1968년 | 2300억 원  | 14.1%      | 1978년 | 4조 0956억 원 | 16.4%      | 1988년 | 22조 5842억 원 | 15.7%      | 1998년 | 84조 9474억 원 | 16.2%      | 2008년 | 212조 7857억 원 | 19.3%      | 2018년 | 377조 8887억 원 | 19.9%      |
| 1959년 | 2658억 6000만 환 | 11.2%      | 1969년 | 3137억 원  | 14.7%      | 1979년 | 5조 3609억 원 | 16.6%      | 1989년 | 26조 1949억 원 | 16.0%      | 1999년 | 94조 2442억 원 | 16.3%      | 2009년 | 209조 7094억 원 | 18.2%      | 2019년 | 383조 9147억 원 | 19.9%      |

한국의 조세부담률은 2015년 기준으로 18.5%인데 이는 경제협력개발기구 평균인 25.1%보다 현저히 낮은 수준이다. 다음은 2010년부터 2014년까지 G7을 비롯한 몇몇 국가의 조세부담률이다.
| 국가           | 2010년 | 2011년 | 2012년 | 2013년 | 2014년 |
| -------------- | ------ | ------ | ------ | ------ | ------ |
| 노르웨이       | 33.1%  | 33.2%  | 32.7%  | 31.0%  | 28.8%  |
| 독일           | 21.3%  | 21.9%  | 22.5%  | 22.6%  | 22.6%  |
| 덴마크         | 45.5%  | 45.0%  | 45.7%  | 46.7%  | 49.5%  |
| 멕시코         | 15.7%  | 16.7%  | 16.7%  | 16.6%  | 12.0%  |
| 미국           | 17.6%  | 18.5%  | 18.9%  | 19.3%  | 19.7%  |
| 스웨덴         | 32.3%  | 32.6%  | 32.4%  | 32.9%  | 32.9%  |
| 스페인         | 19.7%  | 19.5%  | 20.6%  | 21.4%  | 22.2%  |
| 영국           | 26.6%  | 27.3%  | 26.7%  | 26.7%  | 26.0%  |
| 오스트레일리아 | 25.6%  | 26.3%  | 27.4%  | 27.6%  | 27.8%  |
| 이탈리아       | 28.5%  | 28.5%  | 29.8%  | 30.8%  | 30.7%  |
| 일본           | 16.2%  | 16.8%  | 17.2%  | 17.9%  | 19.3%  |
| 칠레           | 18.2%  | 19.9%  | 20.1%  | 18.5%  | 18.3%  |
| 캐나다         | 25.9%  | 26.0%  | 26.3%  | 26.3%  | 26.5%  |
| 터키           | 19.7%  | 20.1%  | 20.1%  | 21.2%  | 20.6%  |
| 프랑스         | 28.7%  | 30.0%  | 30.1%  | 31.0%  | 31.2%  |

## 국제조세
국제거래에 대해 2개국 이상의 과세권이 경합할 때 그 조정을 통해 이중과세를 배제하고 국제적인 탈세화 조세회피를 방지하기 위한 것으로 당사국들 간에 일어나는 과세관할권의 조정을 말한다. 조약의 형태로 나타나기도 하며 당사국 간의 협의를 통해 국내법에 직접 규정하기도 하는데, 어느 경우든 국내법에 우선 적용되는 것이 원칙이다.
국제조세를 위한 조세조약은 1843년 8월 12일 프랑스와 벨기에가 탈세바지를 목적으로 상호 행정협정을 위해 체결한 조약을 그 시초로 한다. 이후 세계대전을 거치면서 이중과세를 방지할 필요성이 증대되었고 1960년대 이후 OECD의 모델조세조약과 UN의 모델조세조약이 주로 활용되고 있다. 한국은 1970년대에는 자본수입국의 입장을 고려하는 UN 모델을 기반으로 하여 조세조약을 체결하여 외국 기업의 국내원천소득에 대한 과세권 확보에 중점을 두었지만 한국 기업의 해외 투자가 활발해진 1990년대부터는 OECD 모델을 주로 활용하고 있다. 1995년에는 「국제조세조정에 관한 법률」을 제정하여 기존의 국제조세와 관련된 세법 규정을 하나의 법으로 일원화하였다.

## 조세지원
조세지원은 경제주체들이 납부해야 할 세금을 덜어주는 제도의 통칭으로 크게 비과세, 소득공제, 세액공제, 저율과세, 과세이연 등으로 구분된다. 비과세는 세법상 소득에 포함되지 않는 소득으로 처음부터 납세의무가 발생하지 않는 경우이다. 한편, 소득공제는 과세표준을 계산할 때 소득에서 미리 공제하는 것이며, 세액감면은 산출세액의 일부를 감해주는 제도이다. 저율과세는 규모가 작은 기업에 대해 낮은 세율을 따로 적용하거나 특정 부문에 대해 낮은 세율을 적용하는 것으로 세액감면과 비슷한 효과를 보인다.
한국은 1960년대 본격적인 경제개발을 위해 국내저축자본 및 외국자본의 투자를 유도하기 위해 조세지원제도를 도입했는데 특히 수출 산업과 중화학공업 등에 집중되었다. 하지만 신중한 논의 없이 시행하다보니 조세지원이 남발되었고 이는 세수 확보의 불안정성과 수평적 형평성의 문제가 제기되었다. 이에 1965년 「조세감면규제법」을 제정하여 조세지원의 남발을 규제하고 역기능을 완화하기 위한 노력을 시작했다. 1980년대부터는 조세지원의 정책목표를 특정 산업 및 기업의 육성을 위하기보다는 경제의 체질 변화를 유도하는 연구개발 및 투자 확충을 통한 성장잠재력 확대에 맞추도록 개편이 이루어졌다.
2000년대에는 외국인 투자에 대해서도 조세지원이 적용되는 등 제도의 확대가 이어졌지만 한편으론 전체적인 지원 규모를 억제하려는 제도적 변화도 시작되었다. 이는 2006년 「국가재정법」을 제정하면서 결실을 거두었다. 또한 기존의 「조세감면규제법」은 5년 한시법으로 운용되어 5년마다 법개정을 통해 연장되어 총량적 조세지원 규모를 효과적으로 억제하기 어려웠는데 김대중 정부가 출범한 이후 1998년 「조세특례제한법」으로 개정되어 이러한 문제를 해결하였다. 조세지원의 대상은 중소기업, 연구·인력개발, 투자, 지역개발, 기업구조조정, 저축 등으로 다양한 편인데, 최근에는 사회보장 및 환경에 대한 지원이 강화되는 한편 저축분야에 대한 지원은 축소되는 추세를 보인다.

### 내용주
1. ↑  인적 요건은 조세의 부과·징수의 주체가 되는 과세권자와 조세를 납부하는 납세의무자를, 물적 요건은 조세부담능력의 표상물인 과세물건, 과세물건을 측정한 값인 과세표준, 과세표준 단위당 세액을 결정하는 비율인 세율을 포함한다. 그리고 관계적 요건은 귀속관계와 조세소속관계가 포함된다. 다만, 이러한 일곱 가지 요소 중에서 어느 것을 과세요건에 포함시킬 지는 학설에 따라 다르다.
2. ↑  정세는 결전과 호포전을 말하며, 잡세는 포삼세, 수삼세, 뚝섬목물세, 무세, 장세, 노세, 여세, 점세, 과세, 시초장세, 산세, 수세, 동세, 선세, 염세, 어세, 수철세, 장세, 포주세, 포구세를 말한다.
3. ↑  지세, 호세, 관세 및 톤세, 수산세, 염세, 광세, 잡세(선세·인삼세), 포사세·전당포세·화물세·연강세·두만강어망세, 가옥세, 주세, 연초세, 구세(공장세·행상세·노비공·무세·장시세·둔역도세·환모).
4. ↑  그에 비해 황실재정은 오히려 팽창되고 있었다.1897년 내장원경에 임명된 이용익은 지세를 제외한 대부분의 재원을 황실 재정으로 끌어들이고 잡세의 징수권을 직접 행사하다시피 하였다.
5. ↑  당시 경상부 세입의 절반을 차지하던 지세는 토지소유자 납세 원칙을 표방하는 등 이때 근대적 모습을 갖추게 된다. 하지만 이 과정에서 지세의 안정적 확보를 위해 조선 토지 조사 사업이 시행된다.
6. ↑  전당포세·연강세·화물세는 폐지되고, 어구세·어기세·곽암세 등은 어업세로 통합되었다. 그 외에는 선세·염세·인삼세만이 남았다.
7. ↑  당시의 법인소득세는 「조선소득세령」에 근거한 것이었는데, 이 법은 이름과 달리 실제로는 법인소득세만을 규정하고 있었다. 이는 당시에는 개인소득세를 징수하기 어려웠기에 장래에 필요하면 실시하기로 결정했기 때문이다.
8. ↑  다만, 조선은 총독부의 세입을 고려하여 이입세를 당분간 존치하기로 하였다. 처음에는 1년 간 유지하기로 했지만 1년 더 연장되어 1922년까지 지속되었으며 1923년 직물·주정·주정함유 음료 외의 제품에 대해서는 이입세가 완전히 철폐된다. 남은 세 품목은 1927년 세율이 대폭 인하되었다가 1941년 3월에 이르러서야 완전 철폐된다.
9. ↑  기존에 지방세로 영업세 또는 영업할이 존재했는데 이를 국세로 전환시킨 것이다. 하지만 지방세의 절반 가까이를 차지하던 영업세를 국세로 전환하면 지방 재정이 악화되기에 부득이하게 영업세부가세를 신설하여 지방세 몫으로 넘겨주었다.
10. ↑  수득세 8개(지세·광세·거래소세·영업세·자본이자세·소득세·상속세·임시이득세), 유통세 6개(톤세·조선은행권발행세·등록세·인지세·거래세·출항세), 소비세 5개(관세·주세·사탕소비세·골패세·청량음료세). 1919년 이래 폐지된 세목은 선세·어업세·염세·인삼세·연초세·시가지세·법인소득세가 있다.
11. ↑  「교육세법」은 1958년에 제정된 적이 있지만 1961년 폐지되었다. 이것을 1981년 다시 제정한 것인데 5년간 한시적인 목적세로 운영하도록 했지만 1986년 개정을 통해 기한을 5년 연장하였다가 1990년에는 영구세로 전환하였다.
12. ↑  교통세의 과세대상은 휘발유와 경유인데 이는 원래 특별소비세의 과세대상이었다가 「교통세법」을 제정하면서 변경되었다. 2007년 「교통·에너지·환경세법」으로 개편되었다. 처음에는 10년간 한시적으로 운용할 목적으로 제정되었지만 이후 계속 연장되어 지금도 남아있는 세목이다.
13. ↑  OECD는 과세물건을 기준으로 소득과세, 재산과세, 소비과세, 기타로 분류한다. 한국의 경우 소득세·법인세·지방소득세는 소득과세, 상속세·증여세·종합부동산세·인지세·증권거래세는 재산과세, 부가가치세·개별소비세·주세·교통에너지환경세·교육세·관세·레저세·담배소비세·지방소비세는 소비과세에 해당한다. 농어촌특별세의 경우 소득세·법인세 감면분은 소득과세로, 증권거래세·종합부동산세분은 재산과세로, 개별소비세·관세 감면분은 소비과세로, 지역자원시설세의 경우 부동산은 재산과세로, 자원은 기타로 분류한다. 취득세와 재산세는 재산과세에 속하면서도 전자는 거래과세, 후자는 보유과세에 해당하며 자동차세는 주행분의 경우 소비과세, 보유분의 경우 보유과세에 속한다.
14. ↑  상속세와 증여세만 「상속세 및 증여세법」이라는 하나의 법으로 규정하고 있다.
15. ↑  지방세의 세목은 「지방세기본법」에 규정되어 있으며, 법 규정상 세법의 범주에 포함되지는 않는다. 지방세와 관련이 있는 「지방세징수법」, 「지방세법」, 「지방세특례제한법」, 「조세특례제한법」, 「제주특별자치도 설치 및 국제자유도시 조성을 위한 특별법」은 지방세관계법이라 통칭한다.[22]
16. ↑  다만, 광역시의 경우 군 지역에서는 도세에 해당하는 세목만 거둔다.
17. ↑  다만, 재산분 및 종업원분은 구세로 자동 귀속된다.
18. ↑  1959년 이전의 자료는 국내총생산이 아니라 국민총생산을 활용한 것이며, 1953년부터 1955년까지는 국민총생산이 회계연도에 맞춰 조정되었다. 또한 1955회계연도는 1955년 7월 1일부터 1956년 12월 31일까지이므로 1956회계연도는 따로 존재하지 않는다.
19. ↑  시행은 1997년부터이다.
20. ↑  비과세(exemption)와 소득공제(deduction)는 특정 수입을 각각 과세기반·과세표준에서 제외하는 것이며, 세액감면(credit)은 납부할 세금을 줄여주는 것, 저율과세(rate relief)는 기본 세율보다 낮은 세율을 적용하는 것이다. 마지막으로 과세이연(tax deferrals)은 세금의 납부 시점을 연기하는 것이다.
21. ↑  특정 지출의 일정비율을 산출세액에서 감해주는 세액공제와는 구별된다.
22. ↑  1990년대 WTO 체제가 출범하면서 특정 산업·기업을 지원하는 것이 국제규범에 어긋나게 되자 연구개발에 대한 조세지원이 보다 강화되었다. 이처럼 국가의 전략적 목표에 맞춰 국가가 유도하는 기능을 수행하는 개인이나 기업들에게 조세지원의 혜택이 돌아가도록 하는 것을 기능별 지원제도라 한다.

### 참조주
1. ↑  「대한민국헌법」 제59조
2. ↑  정문종 등. 2017, 25~26쪽.
3. ↑  정문종 등. 2017, 33~43쪽.
4. ↑  안종석 & 박명호 2012a, 159~161쪽.
5. ↑  안종석 & 박명호 2012a, 201~202쪽.
6. ↑  안종석 & 박명호 2012a, 391~393, 473쪽.
7. ↑  안종석 & 박명호 2012d, 15~20쪽.
8. ↑  안종석 & 박명호 2012a, 28~33쪽.
9. ↑  안종석 & 박명호 2012a, 106~114쪽.
10. ↑  안종석 & 박명호 2012a, 113~114, 159~161쪽.
11. ↑  안종석 & 박명호 2012a, 162~174, 181~183쪽.
12. ↑  안종석 & 박명호 2012a, 184~200쪽.
13. ↑  안종석 & 박명호 2012a, 210~226쪽.
14. ↑  안종석 & 박명호 2012a, 175, 204~206, 230~233쪽.
15. ↑  안종석 & 박명호 2012a, 292~294쪽.
16. ↑  안종석 & 박명호 2012a, 296~314, 322~330, 340~347쪽.
17. ↑  안종석 & 박명호 2012a, 386~389, 401~409, 438~442, 475~483쪽.
18. ↑  김광현 (2000년 12월 24일). “전화세 폐지,부가가치세로 전환”. 《한국경제》. 2023년 5월 1일에 확인함.
19. ↑  손영옥 (2004년 11월 11일). “[종합부동산세도입―의미와 전망] 부동산 富者 중과―과표 단순화 ‘핵심’”. 《국민일보》. 2023년 5월 1일에 확인함.
20. ↑  안종석 & 박명호 2012a, 505~509쪽.
21. ↑  「국세기본법」 제2조제2호
22. ↑  「지방세기본법」 제2조제4호
23. ↑  안종석 & 박명호 2012b, 38~39쪽.
24. ↑  안종석 & 박명호 2012b, 33~35쪽.
25. ↑  안종석 & 박명호 2012b, 20~21쪽.
26. ↑  안종석 & 박명호 2012a, 350, 414쪽.
27. ↑  정문종 등. 2017, 6~7쪽.
28. ↑  정문종 등. 2017, 66~67쪽.
29. ↑  정문종 등. 2017, 7~9쪽.
30. ↑  정문종 등. 2017, 28~40쪽.
31. ↑  안종석 & 박명호 2012c, 245~250, 255~256, 267쪽.

## 참고 문헌
- 정문종; 김경신; 신봉진; 이하영 (2017). “2017 조세의 이해와 쟁점 ① 조세개요” (PDF). 국회예산정책처: 3~65.
- 정문종; 김경신; 최천규; 채은동; 이하영 (2017). “2017 조세의 이해와 쟁점 ⑥ 국제조세” (PDF). 국회예산정책처: 3~144.
- 정문종; 김경신; 최천규; 신봉진; 채은동; 심성택; 김효경; 이하영; 이은지 (2017). “2017 조세의 이해와 쟁점 ⑨ 통계편” (PDF). 국회예산정책처: 3~136.
- 안종석; 박명호 (2012a). “한국세제사 제1권 연대별”. 한국조세연구원: 25~568.
- 안종석; 박명호 (2012b). “한국세제사 제2편 주제별 역사와 평가: 제1권 조세체계·소득과세”. 한국조세연구원: 19~355.
- 안종석; 박명호 (2012c). “한국세제사 제2편 주제별 역사와 평가:제3권 지방세·재산과세·조세지원제도”. 한국조세연구원: 19~342.
- 안종석; 박명호 (2012d). “한국세제사 제2편 주제별 역사와 평가: 제4권 국세행정”. 한국조세연구원: 15~184.